# Tischlerspitze
Tischlerspitze är en bergstopp i Österrike.   Den ligger i distriktet Sankt Johann im Pongau och förbundslandet Salzburg, i den centrala delen av landet, 270 km sydväst om huvudstaden Wien. Toppen på Tischlerspitze är 2 522 meter över havet.
Terrängen runt Tischlerspitze är bergig. Närmaste större samhälle är Bad Gastein, 9,2 km nordväst om Tischlerspitze. 
Trakten runt Tischlerspitze består i huvudsak av gräsmarker. Runt Tischlerspitze är det ganska glesbefolkat, med 29 invånare per kvadratkilometer.